# پدرو موریرا سالیس
پدرو موریرا سالیس، (به پرتغالی: Pedro Moreira Salles) (زاده ۲۰ اکتبر ۱۹۵۹) کارآفرین، بانکدار و مدیر ارشد اجرایی برزیلی است، که در حال حاضر به‌عنوان رییس هیئت مدیره بانک ایتاو یونی‌بانکو فعالیت می‌کند.